# Jagdschloss Katzelsdorf
Das Jagdschloss Katzelsdorf (tschechisch Katzelsdorfský zámeček) war ein Schloss im heutigen Grenzgebiet von Tschechien zu Österreich. Der Name rührt von der Lage im gleichnamigen Wald, der bis zum Vertrag von Saint Germain nach dem Ersten Weltkrieg zur österreichischen Gemeinde Katzelsdorf im niederösterreichischen Weinviertel gehörte.

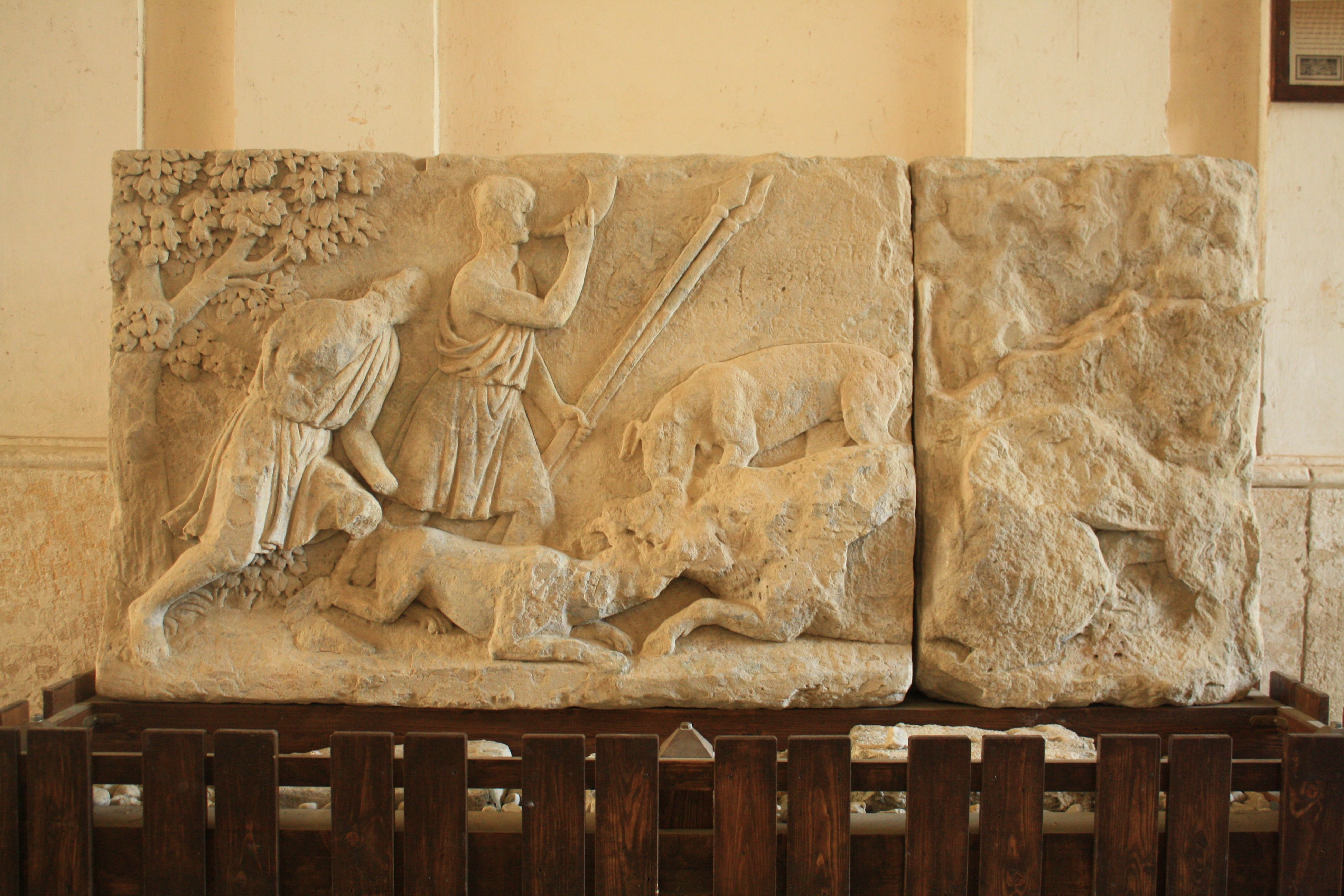
Wandrelief aus Schloss Katzelsdorf. Heute im Schloss Valtice.

Das Schloss gehörte zum Ensemble der Liechtensteinbauten, die heute die Kulturlandschaft Lednice-Valtice (Eisgrub-Feldsberg-Areal) ausmachen. Die Pläne stammten – wie bei vielen anderen Gebäuden, die Johann I. Josef von Liechtenstein erbauen ließ – von Joseph Kornhäusel, der es in den Jahren 1817–1818 auch erbaute. Beendet wurde es 1819 durch Franz Engel. Hinter dem Schloss befand sich ein kleines Forsthaus. Vom Schloss führte durch den Katzelsdorfer Wald eine Allee nach Valtice (Feldsberg).
In den Jahren 1905 bis 1907 wurde der klassizistische Bau von Karl Weinbrenner restauriert und mit Reliefs von Ludwig Stürmer, der vom Fürsten Liechtenstein auch bei anderen Projekten eingesetzt wurde, erweitert.
In der Zwischenkriegszeit wurde das Gebäude als Försterwohnung verwendet. Nach dem Zweiten Weltkrieg wurde das Gebäude renoviert und anschließend von der Nationalen Kulturkommission übernommen, welche 1949 das Gebäude einschließlich der Wohnung rekonstruieren ließ.
Durch die Grenznähe und der Befestigungen des Eisernen Vorhangs wurde der Förster ausquartiert und das Gebäude Anfang der 1950er Jahre zu einem Heustadel und Lagerplatz umfunktioniert. In einer Notiz vom 14. Dezember 1955 wurde vom Denkmalamt vermerkt, „dass die Forstverwaltung Feldsberg den Keller beim Katzelsdorfer Salettl (Katastergebiet Feldsberg, Konskriptions-№ 383) abbrechen und die Ziegel abtransportieren ließ.“ Im Dezember 1956, wurde eine Begehung durch das Denkmalamt durchgeführt, die zwar den „trostlosen Zustand“ bemängelte, aber von einem Abbruch aufgrund des architektonischen Wertes dringend abriet. Trotzdem gab die „Verwaltung des Feldsberger Schlosses“ am 23. Juni 1957 an ihre Mitarbeiter die Weisung, das Forsthaus „Katzelsdorfer Salettl“ niederzureißen. Einsprüche des Denkmalamtes wurden negiert. Als offizieller Grund für den Abriss des Schlössls und der angrenzenden Wohnung wurde „der  schlechte  Gebäudezustand“ genannt, zudem wollte man verhindern, dass antikommunistische Elemente in unmittelbarer Nähe der Staatsgrenze eine Übernachtungsmöglichkeit finden.
Eines der Steinreliefs ist noch im Schloss Valtice (Feldsberg) zu sehen. Die entfernten Pflastersteine wurden für einen Gehweg beim ehem. tschechischen Zollgebäude verwendet.
Am 20. Oktober 2018 wurde in Feldsberg Valtice der „Verein zur Erneuerung des Katzelsdorfer Schlösschens“ – Katzelsdorfer Salettl – (Spolek pro obnovu Katzelsdorfského zámečku, z. s.) gegründet. Zum Obmann des Vereins wurde Mgr. et Mgr. Daniel Lyčka gewählt. Nach Freilegung der Grundmauern in den Jahren 2020 und 2021 wurde am 10. Juli 2021 das Katzelsdorfer Schlössl vom tschechischen Nationaldenkmalamt (Národní památkový ústav; NPÚ) mit der № 106708 in die Zentrale Liste der Kulturdenkmäler (Ústřední seznam kulturních památek; ÚSKP) aufgenommen. Auch im Eisgrub-Feldsberg Areal [Lednicko-valtický areál] zählt es nun nicht mehr zu den verschollenen Bauwerken.